# Alexander Ludwig
Alexander Ludwig, född 7 maj 1992 i Vancouver, British Columbia, är en kanadensisk skådespelare och sångare.
År 2021 gifte han sig med Lauren Dear.

## Filmografi
- 2000 – Air Bud - Fotbollsfarsan
- 2003 – Scary Godmother: Halloween Spooktakular
- 2005 – Eve And The Fire Horse
- 2005 – Scary Godmother: The Revenge of Jimmy
- 2006 – A Little Thing Called Murder (Kenny at 11/12 yrs.)
- 2007 – The Seeker: The Dark Is Rising – En ring av järn (Will Stanton)
- 2007 – The Sandlot: Heading Home (E.J. Needman)
- 2009 – Race to Witch Mountain (Seth)
- 2012 – The Hunger Games (Cato)
- 2013 – Lone Survivor (Shane Patton)
- 2013 – Grown Ups 2 (Braden Higgins)
- 2014–2020 – Vikings (TV-serie) (Björn Ironside)
- 2014 – When the Game Stands Tall (Chris Ryan)
- 2015 – Final Girl (Jameson)
- 2015 – The Final Girls (Chris Briggs)
- 2015 – Blackway (Nate)
- 2017 – Swerve (Dr. Delucchi)
- 2019 – Midway (Roy Pearce)
- 2019 – Recon (Marson)
- 2020 – Bad Boys for Life (Dorn)
- 2020 – Operation Christmas drop (Captain Jantz)
- 2021 – Night Teeth (Rocko)
- 2024 – Bad Boys: Ride or Die (Dorn)
- 2024 – Efter undergången (TV-serie)
- 2025 – Marked Men